# واکاگا
واکاگا (به لاتین: Vakaga) یک منطقهٔ مسکونی در جمهوری آفریقای مرکزی است که در جمهوری آفریقای مرکزی واقع شده‌است. واکاگا ۵۲٬۲۵۵ کیلومتر مربع مساحت و ۴۶٬۵۰۰ نفر جمعیت دارد.